# 팀 버튼
팀 버튼(영어: Timothy Walter Burton, 1958년 8월 25일 ~ )은 미국의 영화 감독, 애니메이션 감독, 영화 프로듀서, 각본가, 아티스트다. 1988년 제14회 새턴상 시상식에서 비틀쥬스로 최우수 호러, 스릴러상을 받았다. 이후 1991년 제17회 새턴상 시상식에서 가위손이 최우수 판타지영화상을 받는다. 2007년 제 64회 베니스 영화제에서 스위니 토드: 어느 잔혹한 이발사 이야기가 평생 공로상을 수상한다. 스위니 토드: 어느 잔혹한 이발사 이야기는 제 34회 새턴상 또한 수상한다. 2011년 제 37회 새턴상으로, 이상한 나라의 앨리스가 최우수 판타지 영화상을 수상한다.  2012년 작품 프랑캔위니는 제 38회 LA 비평가 협회상에서 애니메이션 상, 제 77회 뉴욕 비평가 협회상에서 애니메이션상, 제 39회 새턴상에서 최우수 애니메이션 상을 수상한다 그는 캘리포니아 예술학교를 졸업했다. 과거 월트 디즈니 컴퍼니에서 일하다가 퇴사했다.
팀 버튼의 영화세계는 동화와 현실사이를 오가는 몽환적인 미학적 요소가 차용된다. 몽환적이면서 기이한 세트, 독특한 분장과 독보적인 미장센이 그의 영화를 구성한다. 그의 영화는 판타지적이라는 인식이 강하지만 실은 일반적인 판타지 영화와는 거리가 있다. 현실 사회에 대한 비판과 소외된 자들, 결함있는 자들에 대한 묘사와 감독의 개인적인 가치관을 보여준다.

## 생애
팀 버튼은 1958년 8월 25일 미국 캘리포니아주 버뱅크 도시에서 태어났다. 그의 어머니는 악세사리 가게를 운영하셨고 아버지는 야구선수였다. 그는 열두살 때 어머니를 떠나 아버지와 할머니와 함께 살았다. 그는 혼자 있는 것을 좋아하는 편이었다. 내성적인 성격에 수줍음을 많이 타는 성격이었기 때문이다. 그는 동네의 공동 묘지를 보며 편안한 감정을 느꼈고 공동 묘지를 '완전한' 세상이라고 인식하였다. 그가 살던 버뱅크 도시는 당시 교외 주택 지역 '살아있는 시체의 밤'처럼 느꼈다고 한다. 그는 이때부터 죽은 것이나 다름없는 사람들에게 관심을 갖기 시작했다.
죽음이라는 것을 어두운 대상으로 바라보는 문화에서 자랐으며 팀 버튼 감독의 취향 또한 괴물 영화를 좋아했기 때문에 자연스럽게 시체, 혹은 죽은 것이나 다름없는 사람들에게 관심을 가졌다. 그러나 팀 버튼은 멕시코와 가까운 곳에도 거주했다. 멕시코에는 죽은 자들을 위한 날이 있다. 이 행사에서 해골들이 거리를 활보하고 유머, 음악, 춤, 삶에 대한 축복을 보며 죽음을 긍정적으로 접근하는 데 영향을 받았다.
팀 버튼은 고등학교 시절, 예술을 통해 자신의 영혼을 풀어놓고자 했다. 그 때 만난 선생님은 그의 그림 스타일을 보며 괴기하다고 말씀하시지 않고 "원하는 것을 하며 잘하고 있다고 격려했다고 한다. 고등학교를 졸업한 후 캘리포니아 예술학교(California Institute of Art)에서 애니메이션을 공부했다. 2년 뒤 디즈니 애니메이터로 일하기 시작했다. 그러나 그의 괴기한 상상은 디즈니가 추구하는 방향과 맞지 않았고 프랑캔 위니 배급을 디즈니가 거부하면서 디즈니를 나오게 된다. 그는 워너 브러더스  발탁되어 피위의 대모험(1985)를 연출했다. 1988년 비틀쥬스(1988)를 발표해 전미 10위권 안에 드는 히트를 치게 된다. 이 작품은 기괴함과 기묘함을 굉장히 잘 드러낸 작품으로 팀 버튼의 스타일을 확립하는 중요한 작품이 된다.
이후 유령수업(1988), 가위손 (1990), 배트맨(1989), 크리스마스의 악몽(1993) 등 그의 색을 고스란히 담은 영화들을 제작했다. 음울하고 기괴한 아웃사이더가 주인공인 영화들이다. 그는 자신만의 스타일을 구축하고 대중적, 상업적, 작품성을 인정받는다.

## 영화

### 1982~1989
팀 버튼의 첫 단편 영화는 <빈센트>다. 빈센트 프라이스가 출연하는 6분 짜리 스톱모션 애니메이션이다. 1984년에는 <프랑켄슈타인>를 만든다. 이 영화는 이야기와 동화적 상상력, 50년대 B급 공포 영화, 프랑켄슈타인 이야기를 담았다. 팀 버튼의 첫 장편 영화는 <피위의 대모험 Peewee's Big Adventure>(1985)이다. 디즈니를 나온 팀 버튼은 당시 텔레비전 인기스타였던 피위 허만의 이미지를 그대로 스크린에 확장시키면서 팀 버튼의 영화적 스타일의 단초를 잡아준다. <피위의 대모험>이 상업적으로 큰 성공을 거두고 워너 브러더스는 호러 작가 마이클 맥도웰의 아이디어에서 시작한 <유령수업 Bettlejuice>(1988)의 감독을 제안한다. 팀 버튼은 <유령수업>을 흑백 호러 영화의 미장센과 표현주의 양식, 디즈니 가족극장의 패러디를 키치적으로 혼합하면서 자신만의 영화적 스타일을 완성한다. <유령수업>은 1988년 박스오피스 9위를 기록하고, 워너 브러더스는 <배트맨Batman>(1989)의 영화화를 추천한다. <배트맨>은 5천만 달러의 제작비를 투자해 만든 팀 버튼 최초의 블록버스터가 되었고 89년 박스오피스 1위와 흥행 10위에 등극한다. 팀 버튼의 <배트맨>은 할리우드 블록버스터와 달리 매우 암울하고 기형적인 분위기를 보인다. 이를 통해 팀 버튼은 할리우드 시스템과 기묘한 조화를 이루는 감독이 된다.

### 1990~2007
이후 팀 버튼은 <가위 손 Edward Scissor-hands>(1990)를 완성한다. <가위 손>은 진실과 가짜 사이의 경계가 사라진 포스트 모더니즘의 공간 속에서 예술가의 초상에 대한 진지한 고백이다. 더 나아가 1992년 <배트맨2Bat-Man Returns>는 팀 버튼 자신의 가장 은밀하고, 속깊은 고백이다. 1993년 크리스마스의 악몽을 그린 동화 <크리스마스의 악몽>을 제작하고, 1994년에는 사상 최악의 감독으로 평가되는 에드워드 우드 주니어를 부활시킨 흑백 영화 <에드우드 Ed Wood>를 제작한다 흑백으로 찍은 <에드우드>는 자신을 오슨 웰스와 에드 우드 사이에 끼인 B급 영화와 작가주의 사이의 화해할 수 없지만 공존이 가능한 이상한 관계로 자신을 위치시켰다. 다음 작품은 에드 우드를 따르기라도 한 것처럼 60년대 풍선껌 시리즈에서 출발하는 <화성침공 Mars Attacks!>(1996)이다.
<화성침공>에서 팀 버튼은 모든 위선과 가식을 벗고 순수한 패러디 세계에서 자족한다. 이후 <슬리피 할로우>, <혹성 탈출>, <빅 피쉬>에서 그는 자신의 일관된 스타일과 분위기를 더욱 풍부하게 만들었다. 팀 버튼은 영원히 현실과 환상의 세계를 떠도는 요정이 될 수밖에 없는, 실체 없는 대중 영화감독이다.
<화성침공>(1996)은 화성인이 지구를 정복하러 온 내용이다. 호러 미스터리 영화인 <슬리피 할로우>는 팀 버튼의 단골 협업자인 조니 뎁이 주연을 맡았다. 정통 호러영화보단 전형적인 팀 버튼 감독의 특유의 환상 괴담, 신비한 판타지를 보여준다. 혹성탈출(2001)은 팀 버튼 감독이 소설 혹성탈출에 더 충실하게 새로 만들었다. 팀 버튼의 색체와 특유의 감성이 거의 드러나지 않은 영화다.
2005년 <찰리와 초콜릿 공장> ,<유령 신부> 2007년 <스위니 토드: 어느 잔혹한 이발사 이야기> 등을 연출하였다.

### 2008~2019
<나인>(2009) 미국의 스팀펑크 3D애니메이션이다. 등에 숫자 9가 새겨진 인형이 멸망한 세상 속에서 동료들과 함께 괴물 기계들과 맞서 싸우는 스토리다. <이상한 나라의 앨리스>(2010)는 디즈니 애니메이션 <이상한 나라의 앨리스>를 원작으로 한 실사영화다. 이 영화는 제 37회 새턴상에서 최우수 판타지영화상을 받았다.
<프랑켄위니>(2012)는 팀 버튼 감독이 1984년 월트 디즈니 픽처스에서 만든 단편영화를 스톱 모션 애니메이션으로 리메이크한 작품이다. 미국보다 영국에서 먼저 개봉되었다고 한다. 이 영화는 제 38회 LA비평가 협회상에서 애니메이션상 수상, 제 77회 뉴욕 비평가 협회상에서 애니메이션 상 수상, 제 39회 새턴상에서 최우수 애니메이션상을 수상하였다. <다크 섀도우>(2012)는 공포, 코미디, 드라마 장르다. 원작은 ABC에서 1966년부터 5월 27일부터 1971년 4월 2일 동안 방영한 동명의 인기 미국 드라마다. 마녀의 저주를 받아 뱀파이어가 되어버린 바람둥이 귀족 바나바스 콜린스가 200년만에 깨어나 후손들에게 얹혀살며 겪게 되는 스토리다. <에이브러햄 링컨: 뱀파이어 헌터>(2012)는 뱀파이어 영화이며 가상 역사 판타지 소설이다.  빅 아이즈(2014)는 실화를 바탕으로 한 영화로 1950년대의 화가 마가렛 킨의 이야기다. 이 영화로 에이미 애덤스는 골든글로브상 뮤지컬코미디 부문 여우주연상을 수상한다.
<미스 페레그린과 이상한 아이들의 집>(2016)에서 감독을, 거울 나라의 앨리스(2016)제작을 맡았고, 덤보(2019)에서 감독을 하였다.

## 감독 기법
팀 버튼은 소외된 괴짜들을 개성 있고 따뜻하게 보듬어줌과 동시에 상업성과 예술성을 보여준다.

### 테마와 스토리
동화와 현실을 넘나드는 팀 버튼만의 독특한 감수성이 특징이다. 팀 버튼 감독의 영화는 자칫 판타지적인 영화를 제작한다고 생각할 수 있으나 사실 일반적인 판타지 영화와는 달리 사회에 대한 풍자도 담고 있다.
또한 팀 버튼 감독의 캐릭터들은 기괴하고 우울하지만 사랑스러운 매력을 가지고 있다.  그가 직접 쓴 시나리오의 캐릭터들은 어떤 불가피한 이유로 외면 받으나 주변 인식을 뒤바꾸고 세상을 변화 시킨다. 이들 대부분은 신체적인 결함을 가지고 있거나, 태생부터 외롭고 '어둠의 자식'에 속하지만 늘 밝은 세상에 나오려 애쓴다는 특징이 있다.
그가 창조한 영화 속 주인공 대부분은 자신을 받아주지 않는 세상에서 외롭게 투쟁한다. 형태는 모두 괴상하고 산만하다. 극단적이고 상징적인 이미지들로 점철돼 또 다른 세계를 조성한다. 죽은 자와 악, 슬픔, 비정상, 비현실이 흘러넘친다. 그렇다고 단절된 공간은 아니다. 문 하나만 열면 인간과 선, 기쁨, 정상, 현실과 자유롭게 연결된다. 단지 모두가 주저하거나 꺼릴 뿐이다.

### 비주얼 스타일
아름다우면서도 기괴하고 꿈을 꾸고 있는 듯한 분위기를 표현하며 놀라운 아이디어와 기발한 상상력과 독특한 감수성을 보여준다. 고딕풍의 고성을 등장 시킨다는 점도 특징이다. 가위 손에서 에드워드가 살고 있는 외딴 성, 배트맨에서 음침한 분위기가 가득한 고담시, 유령 신부에서 중세 유럽의 고딕 양식을 본뜬 집이 그 예이다.
팀 버튼은 애니메이션보다 실사 영화감독으로 유명하다. 하지만 버튼의 애니메이션적 사고 방식은 자서전 '버튼이 버튼을 말한다'에서 스스로 자신의 영화는 이야기체가 아닌 비주얼 중심의 영화라고 했다. 특히 팀 버튼은 스스로 일반적인 애니메이션의 로케이션 디자인과 캐릭터 디자인의 요소이자 기본적 시각화의 요소(공간, 선, 형태, 톤, 컬러, 움직임, 리듬)들을 기본으로 삼아 영상을 디자인한다.
팀 버튼의 애니메이션은 아동의 전유물이라는 디즈니적 상식을 깨고 독특한 소재를 선택하였으며 이러한 소재의 선택으로 나타나는 그의 영상 스타일은 마니아층을 형성한다. 이것은 팀 버튼이 어린시절 흑백텔레비전에서 보았던 1930~ 60년대 공포영화에서 큰 영향을 받았음을 알 수 있다.
팀 버튼은 B급 영화로 취급 받았던 흑백 공포영화의 미장센과 고전주의적이며 바로크적인 조명을 훌륭히 자신의 작품에 녹여냈다. 따뜻하고 귀여운 디즈니스러운 컬러와 상반되는 움울하고 드라마틱하면서도 환상적인 컬러의 블랙 코미디 애니메이션과 영화로 대중의 호응을 얻어냈다.
팀 버튼 감독은 2010년 전까지 CG 효과를 선호하지 않는 까닭에 영화 대부분을 실제 세트로 제작하여 촬영한다고 한다. 빅 피쉬 영화에서 나무 위에 걸린 자동차 장면도 직접 나무 위에 자동차를 매달아 연출했다. 또 찰리와 초콜릿 공장에서 실제 초콜릿으로 강과 폭포들을 만들어서 촬영하고 싶다고 했다고 한다. 그러나 2010년 이후 실제 촬영에 집착하지 않고 CG를 활용하여 촬영한다. 영화 덤보에서 코끼리 모형이 어느 정도 사용됐다.

## 팀 버튼의 단골 협업자
팀 버튼 감독의 대표 페르소나는 배우 조니 뎁으로 알려져 있다. 팀 버튼 감독과 배우 조니 뎁의 인연은 영화 가위손(1990)에서 시작되었다.당시 조니 뎁은 무명배우였지만 팀 버튼 감독의 신뢰로 주인공 에드워드 역할에 캐스팅된다. 이때 조니 뎁이 무명배우라는 이유로 영화사에서는 반대했으나 그럼에도 팀 버튼은 조니 뎁을 에드워드로 캐스팅했다. 결국 가위손은 흥행을 하고 조니 뎁은 할리우드의 대체불가 배우로 자리매김한다. 팀 버튼과 조니 뎁은 각자의 개성이 매우 강하여 둘이 합쳐질 때 발생하는 시너지와 분위기를 좋아하는 팬들이 많다. 가위 손을 시작으로 에드우드(1994), 슬리피 할로우(1999), 찰리와 초콜릿공장(2005), 스위니 토드: 어느 잔혹한 이발사 이야기(2007), 이상한 나라의 앨리스(2010), 다크 섀도우(2012)를 함께 작업했다. 팀 버튼 감독이 배우 조니 뎁과 작업하는 이유는 조니 뎁이라는 배우는 촬영을 다시 할 때마다 다른 연기를 보여주는 좋은 배우이기 때문이며 자신의 외모가 어떻게 망가지든 화면에 어떻게 비춰지든 전혀 신경 쓰지 않는 배우라고 한다.

## 대표작
| 연도 | 제목                                                                                  | 크레딧 | 크레딧 | 크레딧 | 스튜디오 |
| 연도 | 제목                                                                                  | 연출   | 제작   | 각본   | 스튜디오 |
| ---- | ------------------------------------------------------------------------------------- | ------ | ------ | ------ | --- |
| 1985 | 피위의 대모험 Pee-wee's Big Adventure                                                 | 예     |        |        | 아스펜 필름 소사이어티                                                                                            |
| 1988 | 비틀쥬스 Beetlejuice                                                                  | 예     |        |        | 더 게펜 필름 컴퍼니                                                                                               |
| 1989 | 배트맨 Batman                                                                         | 예     |        |        | 폴리그램 필름 엔터테인먼트 더 거버-피터스 컴퍼니                                                                  |
| 1990 | 가위손 Edward Scissorhands                                                            | 예     | 예     | 예     | |
| 1992 | 배트맨 리턴즈 Batman Returns                                                          | 예     | 예     |        | 폴리그램 필름 엔터테인먼트                                                                                        |
| 1993 | 크리스마스의 악몽 The Nightmare Before Christmas                                      |        | 예     | 예     | 터치스톤 픽처스 스켈링톤 프로덕션                                                                                 |
| 1994 | 못말리는 초보 선원 Cabin Boy                                                          |        | 예     |        | 터치스톤 픽처스                                                                                                   |
| 1994 | 에드 우드 Ed Wood                                                                     | 예     | 예     |        | 터치스톤 픽처스                                                                                                   |
| 1995 | 배트맨 포에버 Batman Forever                                                          |        | 예     |        | 폴리그램 필름 엔터테인먼트 팀 버튼 프로덕션                                                                       |
| 1996 | 제임스와 거대한 복숭아 James and the Giant Peach                                      |        | 예     |        | 월트 디즈니 픽쳐스 얼라이드 필름마커 스켈링톤 프로덕션                                                            |
| 1996 | 화성 침공 Mars Attacks!                                                               | 예     | 예     |        | 팀 버튼 프로덕션                                                                                                  |
| 1999 | 슬리피 할로우 Sleepy Hollow                                                           | 예     |        |        | 만달레이 픽쳐스 아메리칸 조에트로프                                                                               |
| 2001 | 혹성탈출 Planet of the Apes                                                           | 예     |        |        | |
| 2003 | 빅피쉬 Big Fish                                                                       | 예     |        |        | 징크스/코헨 컴퍼니 더 자눅 컴퍼니 팀 버튼 프로덕션                                                                |
| 2005 | 찰리와 초콜릿 공장 Charlie and the Chocolate Factory                                  | 예     |        |        | 빌리지 로드쇼 픽쳐스 더 자눅 컴퍼니 플랜 B 엔터테인먼트 테오발드 필름 프로덕션 팀 버튼 프로덕션 파인우드 스튜디오 |
| 2005 | 유령신부 Corpse Bride                                                                 | 예     | 예     |        | 라이카 엔터테인먼트 팀 버튼 프로덕션                                                                              |
| 2007 | 스위니 토드: 어느 잔혹한 이발사 이야기 Sweeney Todd: The Demon Barber of Fleet Street | 예     |        |        | 팍스/맥도날드 프로덕션 더 자눅 컴퍼니 닐 스트리트 프로덕션                                                        |
| 2009 | 나인 9                                                                                |        | 예     |        | 렐러티버티 미디어 스타즈 애니메이션 팀 버튼 프로덕션 바젤레브 애니메이션                                          |
| 2010 | 이상한 나라의 앨리스 Alice in Wonderland                                              | 예     |        |        | 월트 디즈니 픽쳐스 로스 필름 더 자눅 컴퍼니 팀 토드                                                               |
| 2012 | 다크 섀도우 Dark Shadows                                                              | 예     |        |        | 빌리지 로드쇼 픽쳐스 인피니툼 니힐 GK 필름 더 자눅 컴퍼니                                                         |
| 2012 | 링컨: 뱀파이어 헌터 Abraham Lincoln: Vampire Hunter                                   |        | 예     |        | 바젤레브 컴퍼니 팀 버튼 프로덕션 듄 엔터테인먼트                                                                  |
| 2012 | 프랑켄위니 Frankenweenie                                                              | 예     | 예     | 예     | 월트 디즈니 픽처스                                                                                                |
| 2014 | 빅 아이즈 Big Eyes                                                                    | 예     | 예     |        | |
| 2014 | 아담스 패밀리 리메이크 The Addams Family                                              | 예     | 예     | 예     | |
| 2016 | 거울나라의 앨리스 Alice Through the Looking Glass                                     |        | 예     |        | |
| 2016 | 미스 페레그린과 이상한 아이들의 집 Miss peregrine's home for peculiar children        | 예     |        |        | |

## 서훈
- 2010년 프랑스 문예공로훈장 슈발리에